# PIA FC
El PIA F.C. es un equipo de fútbol de Pakistán que milita en la Liga Premier de Pakistán, la liga de fútbol más importante del país.

## Historia
Fue fundado en el año 1958 en la ciudad de Karachi y es el equipo que representa a la Pakistan International Airlines. Es el equipo que más veces ha sido campeón de la Liga Premier, con 9 títulos, aunque la Copa de la Federación solo la ha ganado 1 vez en 2 finales jugadas. Fue el primer equipo de Pakistán en participar en un torneo continental, en la Copa de Clubes de Asia de 1986.
A nivel internacional ha participado en 4 torneos continentales, donde nunca ha podido avanzar más allá de la Primera Ronda.

## Palmarés
- Liga Premier de Pakistán: 9

1971, 1972, 1975(1), 1976, 1978, 1981, 1989(2), 1992/93, 1997(2)
- National Football Challenge Cup: 1

1984
- - Finalista: 1

2009

## Participación en competiciones de la AFC
- Copa de Clubes de Asia: 2 apariciones

| 1986 - Ronda Clasificatoria | 1991 - Ronda Clasificatoria |

- Recopa de la AFC: 2 apariciones

| 1993 - abandonó en la Primera Ronda | 1999 - abandonó en la Primera Ronda |